# ル (イタリア)
ル（イタリア語: Lu）は、イタリア共和国ピエモンテ州アレッサンドリア県にあった、人口約1,100人の基礎自治体（コムーネ）。ル・モンフェッラート（イタリア語: Lu Monferrato）と通称された。
2019年2月1日に隣接していたクッカロ・モンフェッラートと合併し、新たにル・エ・クッカロ・モンフェッラートの一部となった。

## 名称
アルファベット2文字からなる、イタリアで最も短い名前のコムーネの1つであった。同様に短いものには、レ（Re、ピエモンテ州）、ロ（Ro、エミリア＝ロマーニャ州）、ネー（Ne、リグーリア州）、ヴォー（Vo'、ヴェネト州）がある。

## 地理

### 位置・広がり

#### 隣接コムーネ
コムーネとしてのルは、以下のコムーネと隣接していた。
- カマーニャ・モンフェッラート
- コンツァーノ
- クッカロ・モンフェッラート
- ミラベッロ・モンフェッラート
- オッチミアーノ
- クアルニェント
- サン・サルヴァトーレ・モンフェッラート